# Alter Hafenkran Basel

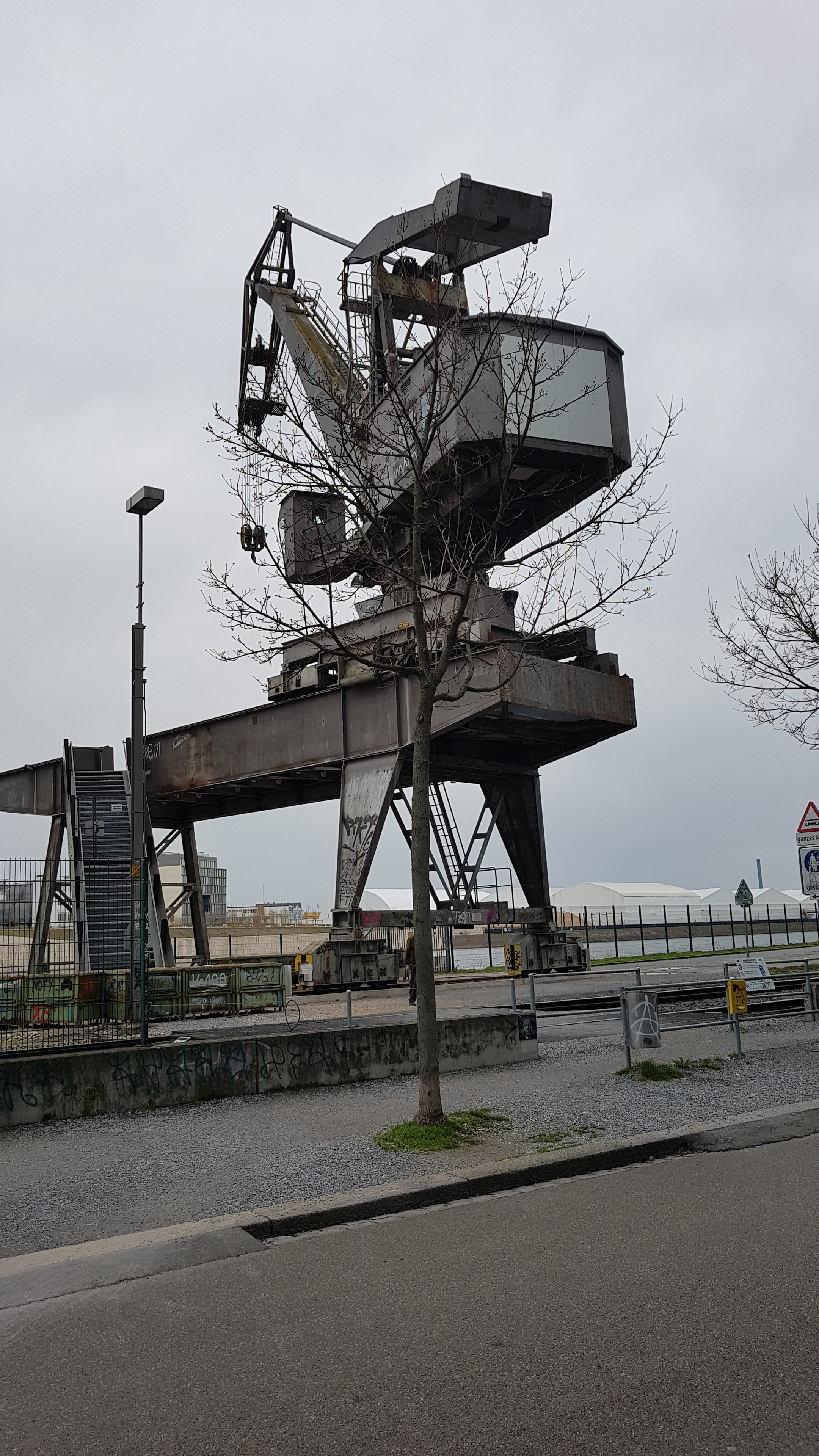
Alter Hafenkran Basel (2019)

Der alte Hafenkran Basel ist ein Industriedenkmal am Rheinufer im Basler Stadtteil Klybeck in der Schweiz. Heute dient er als kultureller Treffpunkt und Veranstaltungsort und ist ein Beispiel für die Umnutzung historischer Industrieanlagen in Basel.

## Geschichte
Der Hafenkran wurde ursprünglich für den Güterumschlag im St.-Johann-Hafen eingesetzt und war dort das grösste Exemplar seiner Art, weswegen er „Goliath“ genannt wurde. Nach der Stilllegung des Hafens wurde der Kran im Jahre 2010 demontiert und für längere Zeit in Huningue eingelagert. Durch das Engagement privater Initiativen und mit Unterstützung aus der Wirtschaft wurde das historische Bauwerk wiederentdeckt, ab 2017 umgebaut und umgenutzt. Der Wiederaufbau erfolgte am heutigen Standort an der Dreirosenbrücke. 

## Heutige Nutzung
Nach Abschluss der Arbeiten wurde der Kran im Sommer 2022 als öffentlich zugänglicher Ort wiedereröffnet. Der wiederaufgebaute Kran dient für Veranstaltungen. Die Plattform bietet einen Rundumblick über den Rhein und die Stadt Basel und kann für private oder geschäftliche Anlässe gemietet werden. Auch der Bereich unterhalb des Krans wird für verschiedene Events genutzt, darunter Feiern, Firmenanlässe und kulturelle Veranstaltungen. Langfristig soll der Hafenkran Teil der städtebaulichen Neugestaltung des Klybeck-Areals werden. Die Umgebung des Krans soll für die Öffentlichkeit besser erschlossen und in zukünftige Konzepte für Grün- und Freiflächen eingebunden werden. Damit verfolgt die Stadt das Ziel, die Aufenthaltsqualität im Quartier zu erhöhen und den Zugang sowie die Nutzungsmöglichkeiten für Anwohnerinnen, Anwohner und Besucherinnen und Besucher weiter auszubauen. 
Im Mai 2025 wurde der Kran durch ein Feuer beschädigt.

## Kulinarisches Angebot
Direkt unter dem Kran befindet sich eine Fischbude, die sich auf nordische Fischspezialitäten spezialisiert hat.

## Lage
Der Kran steht an der Uferstrasse im Klybeckareal, unweit der Dreirosenbrücke und ist sowohl zu Fuss als auch mit dem Velo erreichbar.